# Conyers Herring
William Conyers Herring (15 novembre 1914 - 23 juillet 2009) est un physicien américain. Il est professeur de physique appliquée à l'Université Stanford et récipiendaire du Prix Wolf de physique en 1984/5 .

## Carrière académique
Conyers Herring termine son doctorat en physique de l'Université de Princeton en 1937, soutenant une thèse intitulée On Energy Coincidences in the Theory of Brillouin Zones sous la direction d'Eugene Wigner. En 1946, il rejoint le personnel technique des laboratoires Bell à Murray Hill, New Jersey, où il reste jusqu'en 1978. Puis, il rejoint la faculté de l'Université Stanford.

## Contributions
Conyers Herring joue un rôle majeur dans le développement de la physique du solide.
Il jette les bases des calculs de structure de bande des métaux et des Semi-conducteurs, aboutissant à la découverte de la méthode des ondes planes orthogonalisées (OPW) en 1940. Il a des années d'avance sur son temps dans cette contribution. Une grande partie de la physique moderne de l'état solide telle qu'elle est produite aujourd'hui découle de cet article original et ancien.
En 1937, il prédit l'existence de semi-métal de Weyl, des matériaux qui affichent des quasiparticules de Weyl, qui sont démontrées expérimentalement en 2015 .
Son influence sur le développement de la physique du solide s'étend à une compréhension approfondie de nombreuses facettes telles que la physique des surfaces, de l'émission thermionique, des phénomènes de transport dans les semi-conducteurs et des excitations collectives dans les solides telles que les ondes de spin.
Il crée la division de physique théorique au Bell Telephone Laboratory. Pour cette raison, l'effort de recherche total de cette institution entraîne une grande partie des recherches les plus originales en physique de la matière condensée au cours de la seconde moitié du XXe siècle.
Il est également le plus influent dans la promotion de la coopération internationale entre scientifiques et, par son caractère et son exemple personnel, il illustre un idéal quelque peu inaccessible de la façon dont un chercheur dans n'importe quel domaine devrait fonctionner.
Il contribue à des discussions sur la religion et la science. Il déclare à propos de Dieu que "des choses telles que la vérité, la bonté, même le bonheur, sont réalisables en vertu d'une force qui est toujours présente, ici et maintenant et disponible pour moi personnellement" .

## Récompenses et prix
En juin 1954, il est l'un des vingt scientifiques de moins de quarante ans identifiés par le magazine Fortune comme "les meilleurs jeunes scientifiques des universités et de l'industrie américaines" . En 1984/85, Conyers Herring reçoit le prix Wolf de physique avec Philippe Nozières pour "leurs contributions majeures à la théorie fondamentale des solides, en particulier du comportement des électrons dans les métaux" . En 1980, il reçoit le NAS Award for Scientific Reviewing de l'Académie nationale des sciences .